# Стюарт Пірс
Стю́арт Пірс (англ. Stuart Pearce; нар. 24 квітня 1962 року, Гаммерсміт, Лондон, Англія) — колишній англійський футболіст. Зараз тренер.
Як гравець — учасник чемпіонату світу 1990 року і чемпіонату Європи 1996 року.
Тренував «Ноттінгем Форест» та «Манчестер Сіті», а також молодіжну збірну Англії, олімпійську збірну Великої Британії та був виконувачем обов'язків головного тренера національної збірної Англії.

## Досягнення

### Як гравець
«Ноттінгем Форест»
- Володар Кубка Ліги: 1988–1989, 1989–1990
- Володарку Кубка повноправних членів: 1989, 1992

«Вест Гем Юнайтед»
- Володар Кубка Інтертото: 1999

«Манчетсер Сіті»
- Переможець Першого дивізіону: 2001–2002

### Як тренер
- Бронзовий призер молодіжного чемпіонату Європи 2007
- Срібний призер молодіжного чемпіонату Європи 2009